# Еколошка ниша
Еколошка ниша представља збир свих еколошких валенци једне органске врсте, које она подноси на мјесту које насељава. Еколошка ниша се може дефинисати као мјесто и улога коју један организам има у екосистему, као и положај који заузима на дејство еколошких фактора. У том датом опсегу толеранције свих еколошких фактора могућ је живот дате врсте. Када сагледамо еколошку нишу одређене врсте, добијамо слику о времену, мјесту и начину остваривања животних активности те врсте. Еколошка ниша описује како организам или популација реагује на дистрибуцију ресурса и конкурената (на пример, растом када су ресурси у изобиљу, а када су предатори, паразити и патогени оскудни) и како то заузврат мења те исте факторе (нпр. ограничавајући приступ ресурсима другим организмима, делујући као извор хране за предаторе и потрошач плена). „Тип и број променљивих које обухватају димензије еколошке нише варирају од једне врсте до друге [и] релативна важност појединих варијабли животне средине за врсту може варирати у зависности од географског и биотичког контекста“.
Кроз историју су се мијењале дефиниције еколошке нише. Тако ју је у науку увео енглески еколог Гринел 1917. године, дефинишући је као просторну нишу, односно мјесто које нека врста заузима на датом станишту. 1927. године, познати енглески еколог Елтон проширио је појам еколошке нише, дефинишући је као фунционалну или трофичку нишу, тачније, улогу дате врсте у трофичким односима у биоценози. На крају је Хатчинсон 1957. године увео нови појам и схватање еколошке нише као вишедимензионалног простора, у коме су у виду димензија присутни сви абиотички и биотички фактори средине који утичу на врсту и одређују њен опстанак. Од тог тренутка ми објашњавамо еколошку нишу као вишедимензионалну или фундаменталну нишу, у којој њене димензије чине сви еколошки фактори. Насупрот фундаменталне, Хатчинсон разликује реализовану еколошку нишу која се у природи остварује, и која се одликује ограниченом ширином због свих отпора средине.
Еколошка ниша је ограничена димензијама. Те димензије представљају сви еколошки фактори, као што су климатски или орографски, али и ресурси које свака јединка користи у току живота (вода, ваздух, минералне материје, храна и сл.). Све димензије еколошке нише дате врсте су комплексно дефинисане вриједностима еколошке валенце, али и промјенама у бројности, расту и развићу врсте. Постоје везе између еколошке нише и компетиције. Елиминација једног од компетитора дешава се када реализована еколошпка ниша потпуно испуни фундаменталну нишу другог компетитора, после чега он не може опстати. То се назива принцип компетитивног искључења. Међутим, диференцијација еколошких ниша се јавља у супротном случају, односно када се еколошке нише двије компетиторске врсте временом све више разликују, да би се на крају толико удаљиле и омогућиле опстанак обије врсте.
Концепт еколошке нише је централни за еколошку биогеографију, која се фокусира на просторне обрасце еколошких заједница. „Дистрибуција врста и њихова динамика током времена произилазе из својстава врсте, варијација у животној средини ... и интеракција између њих - посебно способности неких врста, посебно наше, да модификују своје окружење и мењају динамику распона многих других врста.“ Измена еколошке нише од стране њених становника је тема изградње нише.

## Гринелијанска ниша
Еколошко значење нише долази од значења нише као удубљења у зиду за статуу, које је вероватно изведено од средњофранцуске речи nicher, што значи гнездити се. Термин је сковао природњак Розвел Хил Џонсон, али је Џозеф Гринел вероватно први који га је употребио у истраживачком програму 1917. године, у свом раду „Односи ниша калифорнијског трешера“.
Гринелов концепт нише утеловљује идеју да је ниша врсте одређена стаништем у којем живи и пратећим адаптацијама понашања. Другим речима, ниша је збир захтева станишта и понашања који омогућавају врсти да опстане и производи потомство. На пример, понашање калифорнијске млаћерице је у складу са чапаралним стаништем у којем живи — размножава се и храни у шикарју и бежи од својих грабежљиваца прелазећи од шикара до грмља. Њена 'ниша' је дефинисана успешним употпуњавањем понашања и физичких особина млаћерице (камуфлирајућа боја, кратка крила, јаке ноге) са овим стаништем.
Гринелове нише се могу дефинисати неинтерактивним (абиотичким) варијаблама и условима средине на широким скалама. Променљиве од интереса у овој нишној класи укључују просечну температуру, падавине, сунчево зрачење и аспект терена који су постали све доступнији на просторним скалама. Већина литературе се фокусирала на конструкције Гинеллове нише, често из климатске перспективе, да би се објаснила дистрибуција и обиље. Тренутна предвиђања о одговорима врста на климатске промене снажно се ослањају на пројектовање измењених услова животне средине на дистрибуцију врста. Међутим, све се више признаје да климатске промене такође утичу на интеракције врста и елтонска перспектива може бити корисна у објашњавању ових процеса.
Ова перспектива нише дозвољава постојање еколошких еквивалената и празних ниша. Еколошки еквивалент организму је организам из различите таксономске групе који показује сличне адаптације у сличном станишту, пример су различити сукуленти пронађени у америчким и афричким пустињама, кактус и еуфорбија. Као још један пример, аноле гуштери са Великих Антила су редак пример конвергентне еволуције, адаптивне радијације и постојања еколошких еквивалената: аноле гуштери су еволуирали у сличним микростаништима независно један од другог и резултирали су истим екоморфима на сва четири острва.

## Елтонијанска ниша
Године 1927, Чарлс Садерланд Елтон, британски еколог, дефинисао је нишу на следећи начин: „'Ниша' животиње значи њено место у биотичком окружењу, њен однос према храни и непријатељима."
Елтон је класификовао нише према активностима тражења хране („навике у исхрани“):
На пример, постоји ниша коју испуњавају птице грабљивице које једу мале животиње као што су ровчице и мишеви. У храстовој шуми ову нишу испуњавају жутосмеђе сове, док је на отвореном травњаку заузимају ветрушке. Постојање ове нише месождера зависи од даље чињенице да мишеви формирају дефинитивну нишу биљоједа у многим различитим асоцијацијама, иако стварне врсте мишева могу бити прилично различите.
Концептуално, Елтонова ниша уводи идеју о одговору врсте на животну средину и њеном утицају. За разлику од других нишних концепата, он наглашава да врста не само да расте у окружењу и реагује на њега на основу доступних ресурса, предатора и климатских услова, већ такође мења доступност и понашање тих фактора како расте. У екстремном примеру, даброви захтевају одређене ресурсе да би преживели и репродуковали се, али и да граде бране које мењају проток воде у реци у којој дабар живи. Дакле, дабар утиче на биотичке и абиотичке услове других врста које живе у и близу слива. У суптилнијем случају, конкуренти који троше ресурсе различитим стопама могу довести до циклуса у густини ресурса који се разликују међу врстама. Не само да врсте расту другачије у односу на густину ресурса, већ и њихов сопствени раст популације може утицати на густину ресурса током времена.